# Andreas Birnbaum
Andreas Birnbaum (* 7. Juli 1962 in Bremen) ist ein deutscher Politiker (CDU), Hörfunkmoderator, Synchronsprecher, Off-, Hörspiel- und Hörbuchsprecher.

## Biografie
Birnbaum absolvierte in Bremen von 1980 bis 1984 eine Sprech- und Schauspielerausbildung. 1984 begann er ein Studium der Germanistik und Publizistik an der Freien Universität Berlin, das er ein Jahr später abbrach. Von 1987 bis 1990 studierte er Politikwissenschaft an der Universität Bremen. 
Von 1984 bis 1987 war er Nachrichten- und Programmsprecher beim Sender Freies Berlin und von 1985 bis 1995 bei Radio Bremen. Dort moderierte außerdem verschiedene Musiksendungen. Von 1995 bis 2003 war Birnbaum Moderator beim ARD-Nachtexpress und von 1987 bis 2005 Mitglied des Sprecherensembles des NDR-Hörfunks.
Birnbaum wirkt als Off-Sprecher in zahlreichen Magazinsendungen sowie Dokumentarfilmen und -serien im Ersten und beim NDR Fernsehen mit, so zum Beispiel beim Hamburg Journal, plusminus, Markt, Zapp, Visite, Kulturjournal oder Kulturreport. Auch in diversen Produktionen von Arte trat er als Sprecher auf. 
Bekannt ist Birnbaum außerdem aus verschiedenen Formaten von Spiegel TV, wo er seit 1998 zu den Stammsprechern gehört. Seine Stimme ist u. a. bei Spiegel TV Spezial, Spiegel TV Thema, Spiegel TV Themenabend, Spiegel TV Reportage oder beim Spiegel TV-Magazin bei RTL zu hören.
Er betätigte er sich außerdem als Werbesprecher, etwa in TV- und Radio-Werbespots für Becel, L’Oréal, Alpecin, Knoppers, Linola, die VHV Gruppe, Siemens, Die Welt oder das Hamburger Abendblatt. Zudem ist er Sprecher für Industriefilme, Navigationssysteme und Haltestellenansagen, etwa für Becker-Autoradios oder die Hadag-Fähren. Seit 1990 arbeitet er zusätzlich als Sprechcoach für Journalisten, Schauspieler, Politiker, Manager, Dozenten sowie angehende Sprecher und Moderatoren, u. a. bei Radio Hamburg, Alsterradio, Premiere, Axel Springer und Sat. 1.
Er ist außerdem Sprecher in einigen Hörspielen (zum Beispiel Die drei ???, TKKG, Teufelskicker oder Fünf Freunde), Hörbüchern, Fernsehserien und Filmen.

## Sonstiges
Birnbaum lebt in Hamburg und ist für die CDU Abgeordneter in der Bezirksversammlung Hamburg-Eimsbüttel. 2024 wurde er zum Vizepräsidenten der Eimsbütteler Bezirksversammlung gewählt.

## Dokumentarfilme und -serien: Sprecher (Auswahl)

### Filme
- 2000: Julius Streicher
- 2001: Der Führer ging – die Nazis blieben – Nachkriegskarrieren in Norddeutschland
- 2010: Starfighter – Mit Hightech in den Tod
- 2011: Die Falle 9/11 – Ein Tag, der die Welt veränderte
- 2016: Damascus, USA. Der GAU
- 2017: Dark Glamour – Aufstieg und Fall der Hammer Studios
- 2021: KZ Mauthausen. Von Fotografen, Häftlingen, Henkern
- 2021: Freddy Mercury: Der letzte Akt
- 2024: 24 h D-Day

### Serien
- 2002: Goldfieber
- 2004: ZDF Expedition
- 2006: Görings letzte Schlacht – Das Tribunal von Nürnberg
- 2008: Conquistadors – Spaniens Gier nach Gold
- 2020: Sciences
- 2021: Blutiges Erbe

## Filmografie (Auswahl)
- 2015: Thomas & Seine Freunde: Sodors Legende vom verlorenen Schatz
- 2016: Thomas & Seine Freunde: Das Grosse Rennen

## Hörspiele (Auswahl)
- 1994: Konrad Hansen: Gröten ut Marbello (Nachrichtensprecher) – Regie: Ursula Hinrichs (Original-Hörspiel, Mundarthörspiel – RB/NDR)
- 2009: Teufelskicker: Spielerin im Abseits (Folge 18) als Polizist – Regie: Thomas Karallus (Europa)
- 2018: Fünf Freunde – ... und die gefährlichen Wurzeln (Folge 126) als Mr. Turner – Regie: Heikedine Körting (Europa)
- 2018: TKKG – Teuflische Kaffeefahrt (Folge 205) als Dr. Kempfer – Regie: Heikedine Körting (Europa)
- 2018: Die drei ??? – Der schwarze Tag (Sonderfolge) als Erzähler – Regie: Heikedine Körting (Europa)
- 2018: Die drei ??? – Das Geheimnis des Bauchredners (Folge 196) als Vandaan – Regie: Heikedine Körting (Europa)
- 2020: Fünf Freunde – ... und der Schokoladendieb von London (Folge 137) als Mr. Brown – Regie: Heikedine Körting (Europa)
- 2020: Fünf Freunde – ... am Ende der Welt (Folge 138) als Smith – Regie: Heikedine Körting (Europa)
- 2021: Die drei ??? – Kelch des Schicksals (Folge 208) als Bootsie Washington – Regie: Heikedine Körting (Europa)
- 2021: Die drei ??? – Kreaturen der Nacht (Folge 209) als Clown – Regie: Heikedine Körting (Europa)
- 2021: Die drei ??? – ... und die schweigende Grotte (Folge 210) als Küstenwache – Regie: Heikedine Körting (Europa)
- 2023: Die drei ??? – Im Wald der Gefahren (Folge 220) als John Addington – Regie: Heikedine Körting (Europa)
- 2023: TKKG – Der Täter ist unter uns (Folge 226) als Philipp Müntefering – Regie: Heikedine Körting (Europa)